# Ducado

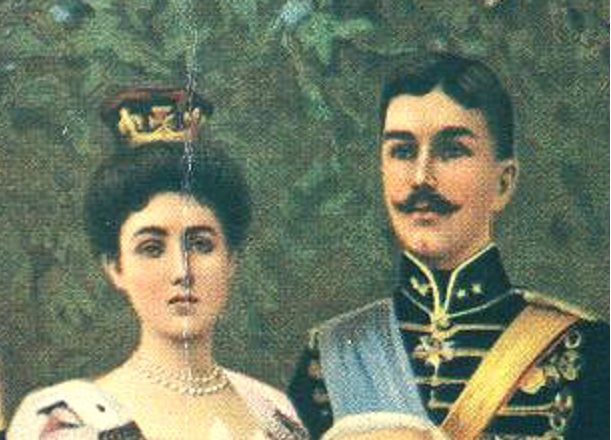
El duque y la duquesa de Escania en 1905

Un ducado es un territorio, un feudo o un dominio gobernado por un duque o una duquesa.
Algunos ducados eran soberanos en territorios que se convertirían en reinos durante la época moderna (como el caso del territorio de la actual Alemania o Italia). Otros fueron distritos subordinados de reinos que se unificaron en forma parcial o completa durante la época medieval (como Inglaterra, Francia y España). Este término es usado casi exclusivamente en Europa.

## Ejemplos
Tradicionalmente, un gran ducado, como Luxemburgo, era un estado independiente y soberano. Los ducados soberanos eran comunes en el Sacro Imperio Romano Germánico y en regiones de habla alemana.
En Francia hubo varios ducados en el periodo medieval. La Reina Isabel II del Reino Unido afirmaba tener el título de Duquesa de Normandía, y esto hace que el estatus legal de las Islas del Canal sea una Dependencia de la Corona. Otros ducados franceses importantes incluyen Borgoña, Bretaña y Aquitania.
Los ducados alemanes medievales (en alemán: Stammesherzogtum, literalmente "ducados tribales") estaban asociados con el Reino de los francos y correspondían a las áreas donde se asentaron las tribus germánicas más importantes. Ellas formaron los núcleos de los estados feudales más importantes que conformaron al Sacro Imperio Romano Germánico. Estos eran Suabia, Baviera y Sajonia en tiempos pre-Carolingios, a los cuales Franconia y Lotaringia se sumaron en tiempos pos-Carolingios. Estos duques eran llamados Herzog.
En la Inglaterra medieval se crearon los ducados asociados con los territorios de Lancashire y Cornualles, con ciertos poderes y tierras para sus duques. El Ducado de Lancaster fue creado en 1351 pero se fusionó con la corona cuando, en 1399, el duque, Enrique Bolingbroke ascendió al trono de Inglaterra como Enrique IV. Hoy en día el Ducado de Lancaster siempre es propiedad del soberano y sus ingresos son la cuenta de los gastos personales del monarca británico. El Ducado de Cornualles fue creado en 1337 y ha sido gobernado por los duques de Cornualles, quienes también son herederos al trono. Actualmente el ducado es propiedad del sucesor natural del soberano, si es que existe: se revierte a la corona en la ausencia de un sucedor natural, y es automáticamente otorgado al mismo en su nacimiento. En la actualidad estos ducados han perdido todo su rol político no-ceremonial, pero sí generan los ingresos privados de sus duques. Durante las Guerras de las Rosas, el duque de York hizo una entrada exitosa en la ciudad de York, diciendo simplemente que era su derecho el tomar posesión de "su ducado de York". Todos los ducados feudales que conformaban Inglaterra en un principio han sido absorbidos por la Familia Real. Aparte de Cornualles y Lancaster, los ducados reales británicos son titulares y no incluyen derechos a tierras. Ningún ducado real está asociado propiedades ducales, sino que estas se refieren simplemente a la propiedad privada de los duques, sin ningún otro privilegio feudal adicional.
En tiempos recientes los ducados territoriales se han vuelto raros; la mayoría de los ducados que han sido conferidos en los últimos siglos han sido simplemente simbólicos. Hoy en día no existen ducados independientes, a excepción de Luxemburgo, el cual es un país independiente formalmente llamado Gran Ducado.

## Formación de los primeros ducados

### Era romana
El origen del título de duque se remonta al Imperio Romano. A partir del siglo III que el título de dux (duque) se convirtió oficialmente en un rango específico en la jerarquía romana, habiendo tenido la palabra anteriormente el significado de guía o líder militar. Las reformas militares de Diocleciano y Constantino luego asignaron la defensa de las fronteras a milicias locales de bajo valor y comandadas por duces. Sus responsabilidades pueden ir más allá del territorio de una sola provincia y, a veces, resultar bastante extensas. Cuando la administración civil y la militar fueron separadas en el siglo IV y V, el dux, encargado de la defensa de las provincias fronterizas, ganó en importancia, añadiendo dentro de un vasto territorio competencias civiles y jurídicas a sus tareas militares. El título de dux (duque) se volvió entonces más importante que el de comes (condado), sobre todo porque fue al mismo tiempo que el comes civitatis, que aúna también competencias militares y jurídico-administrativas, pero a un nivel más local.

## Época franca
Durante la época franca, los francos estaban formados por grandes comandos conocidos como ducados. De hecho, la invasión de los bárbaros permitió a la mayoría de los 'duces' independizarse en sus gobiernos; luego, los jefes bárbaros recibieron este cargo de las autoridades romanas y lo transmitieron después de la disolución del Imperio en Occidente. A partir de los siglos VI y VII, el duque fue dueño de toda una región, si no de un pueblo, y desempeñó un papel capital en la estructuración del reino franco Así eran los primeros ducados de los bávaros y los alamanes.
Se puede comparar al duque con una especie de gobernador general. Ejerce, en nombre del soberano, poderes de carácter militar y judicial sobre un grupo de condados. Así, el “Ducado de Le Mans” (Ducatus Cenomannicus o Cenomannensis) abarca 12 condados situados entre el Sena y el Loira. El número de duques en la era merovingia puede haber sido bastante elevado; para el único ejército que en 590 marchó contra los lombardos, se mencionan veinte duces y el exercitus Burgundionum lanzado por Dagoberto I contra los gascones cuenta con diez, cuyos nombres y nacionalidades se conocen.

## Ducados de España
Según el registro de la Diputación Permanente y Consejo de la Grandeza de España y Títulos del Reino, existen actualmente 149 ducados en vigor en España. Se ha considerado tradicionalmente que todos llevan aparejada el estatuto de  la grandeza de España, aunque el Consejo de Estado, sin embargo, resolvió en contra de la concesión automática de dicha grandeza de España en el expediente de rehabilitación del ducado de Fernandina, opinión no preceptiva que fue seguida por el rey en el Real Decreto de rehabilitación del título.

### Grandes Ducados
- Gran Ducado de Baden
- Gran Ducado de Finlandia
- Gran Ducado de Hesse
- Gran Ducado de Lituania
- Gran Ducado de Luxemburgo
- Gran Ducado de Mecklemburgo-Schwerin
- Gran Ducado de Mecklemburgo-Strelitz
- Gran Ducado de Moscú
- Gran Ducado de Oldemburgo
- Gran Ducado de Sajonia-Weimar-Eisenach
- Gran Ducado de Toscana

### Ducados en el Sacro Imperio
- Ducados originales:
  - Ducado de Alsacia
  - Ducado de Alta Lotaringia
  - Ducado de Baja Lotaringia
  - Ducado de Baviera
  - Ducado de Franconia
  - Ducado de Sajonia
  - Ducado de Suabia
  - Ducado de Turingia

- Ducados de la Baja Edad Media y la Edad Moderna:
  - Ducado de Anhalt
  - Ducado de Austria
  - Ducado de Baviera
  - Ducado de Bar
  - Ducado de Berg
  - Ducado de Brabante
  - Ducado de Bremen
  - Ducado de Brunswick
  - Ducado de Carintia
  - Ducado de Carniola
  - Ducado de Cléveris
  - Ducado de Estiria
  - Ducado de Güeldres
  - Ducado de Holstein
  - Ducado de Jülich
  - Ducado de Lauenburgo
  - Ducado de Limburgo
  - Ducado de Lorena
  - Ducado de Luxemburgo
  - Ducado de Magdeburgo
  - Ducado de Mecklemburgo
  - Ducado de Oldemburgo
  - Ducado de Pomerania
  - Ducado de Salzburgo
  - Ducado de Sajonia-Altenburgo
  - Ducado de Sajonia-Coburgo
  - Ducado de Sajonia-Gotha
  - Ducado de Sajonia-Meiningen
  - Ducado de Sajonia-Weimar
  - Ducado de Schleswig
  - Ducado de Silesia
  - Ducado de Württemberg

### Ducados en Italia

#### Alta Edad Media
Los lombardos que conquistaron Italia estaban dirigidos por una fuerte aristocracia militar, cuyos miembros llevaban el título de dux. Los duques se repartieron el territorio entre ellos, poniéndose al frente de distritos que tomaron el nombre de ducados. El poder de los duques lombardos era tal que tenían derecho a elegir a su propio soberano o, en el caso extremo del período de los duques, a decidir prescindir de uno. El hecho de que los lombardos no conquistaran la península itálica según una estrategia bien definida condujo a una ocupación fragmentada y heterogénea, que a la larga dividió el reino en dos mitades: Langobardia Maior y Langobardia Minor. Por lo general, la autoridad central que los soberanos lombardos ejercían desde Pavía logró imponerse sólo en los ducados más pequeños de Langobardia Maior; Por el contrario, los dos grandes ducados de Langobardia Menor, el Ducado de Benevento y el Ducado de Spoleto, mantuvieron siempre una mayor autonomía.
Tras la conquista lombarda, la fracción de la prefectura pretoriana de Italia que quedaba en manos romanas fue reorganizada. La prefectura pretoriana fue sustituida por el exarcado, mientras que las provincias fueron sustituidas por ducados. Sin embargo, tanto el exarca como los duques, al igual que sus homólogos lombardos, eran esencialmente comandantes militares. Las posteriores conquistas lombardas y la Promissio Carisiaca hecha por Pipino al Papa Esteban II provocaron la progresiva desaparición de los ducados romanos del centro-norte de Italia, confinados en el sur de Italia. La única excepción fue el Ducado de Venecia, que acabó convirtiéndose en la República de Venecia.
La conquista franca de 774 permitió a Carlomagno, reconocido como soberano por los duques, gobernar Langobardia Maior y el Ducado de Spoleto, mientras que el Ducado de Benevento permaneció sustancialmente autónomo. Al principio, la aristocracia ducal lombarda mantuvo su poder, pero la revuelta de Rotgaud de 776 empujó al rey de los francos y lombardos a sustituir a los duques por funcionarios públicos (en latín comes), transformándolos efectivamente en condados, según la costumbre carolingia.
La Italia meridional, dividida entre los ducados campanos y los principados lombardos nacidos de la división del Ducado de Benevento, osciló durante mucho tiempo entre la esfera de influencia del Imperio carolingio (sustituido por el Sacro Imperio Romano Germánico en la segunda mitad del siglo X) y del Imperio romano de Oriente, hasta que toda el área fue conquistada por los normandos en el siglo XI. En 1059 el estado normando de las Altavillas recibió del Papa el título de Ducado de Apulia y Calabria. A partir de 1130, cuando el Papa creó el Reino de Sicilia, el título de Duque de Apulia fue conferido a menudo al heredero al trono.

### De la Baja Edad Media a la Edad Moderna
La situación de los ducados italianos cambió durante la Baja Edad Media, ya que el Ducado de Spoleto fue incorporado a los Estados Pontificios en 1198, mientras que, a partir de 1395, algunos señoríos del centro-norte de Italia comenzaron a obtener el título ducal del emperador o del papa.
- Ducados Lombardos:
  - Ducado del Friul
  - Gran Ducado de Toscana
  - Ducado de Spoleto
  - Ducado de Benevento

- Ducados de la Alta Edad Media:
  - Ducado de Nápoles

- Ducados de la Baja Edad Media y la Edad Moderna:
  - Ducado de Apulia y Calabria
  - Ducado de Calabria
  - Ducado de Camerino
  - Ducado de Ferrara
  - Ducado de Florencia
  - Ducado de Mantua
  - Ducado de Milán
  - Ducado de Módena
  - Ducado de Parma
  - Ducado de Saboya
  - Ducado de Spoleto
  - Ducado de Urbino

### Ducado en Dinamarca
- Ducado de Schleswig

### Ducados en Inglaterra
- Ducado de Cornualles
- Ducado de Lancaster

### Ducados en Francia
En Francia existieron numerosos ducados durante la Edad Media. En el siglo XI sólo había cinco ducados franceses: el ducado de Aquitania, luego el ducado de Guyena, que a partir de 1063 se unió al ducado de Gascuña; el Ducado de Borgoña; el Ducado de Bretaña; el Ducado de Francia y el Ducado de Normandía.
A partir del siglo XIV, algunos condados fueron elevados al rango de ducados para ser entregados como infantería a cadetes del rey de Francia, como el ducado de Alençon, el ducado de Anjou, el ducado de Berry, el ducado de Borbón, el ducado de Orleans y el ducado de Valois.
Con el surgimiento de los títulos nobiliarios en el siglo XVI, los señoríos y los condados fueron elevados a ducados en reconocimiento a los fieles servidores del rey de Francia.
Tras la abolición de la monarquía y de los títulos feudales, el único título ducal francés que aún existe es el de duque de Normandía, que el rey de Inglaterra mantiene para su propia casa. Sin embargo, las únicas tierras de este ducado que posee son las Islas del Canal, que no pertenecen a Francia sino a la Corona británica.
Por último, hay que recordar que el Ducado de Lorena y el Ducado de Saboya eran partes del Sacro Imperio Romano Germánico, aunque hoy sus territorios se encuentran en Francia.
- Ducado de Alençon
- Ducado de Anjou
- Ducado de Aquitania
- Ducado de Berry
- Ducado de Borbón
- Ducado de Borgoña
- Ducado de Bretaña
- Ducado de Gascuña
- Ducado de Guyena
- Ducado de Nemours
- Ducado de Normandía
- Ducado de Orléans
- Ducado de Turena
- Ducado de Vasconia

### Ducados en Polonia
El término polaco utilizado para definir la subdivisión administrativa correspondiente al ducado es Księstwo. Algunos ducados presentes en el territorio correspondiente a la actual Polonia son:
- Ducado de Prusia
- Ducado de Varsovia

### Suecia
En la Edad Media, los reyes de Suecia asignaron a cada uno de sus hijos una provincia del reino como feudo. En 1618 se abandonó esta práctica por considerarla anacrónica. Desde 1772 los reyes de Suecia vuelven a conceder a los miembros de la familia real títulos ducales relativos a las provincias tradicionales, pero éstos tienen un valor puramente honorífico, como ocurre en todas las monarquías europeas modernas.
Todas las provincias de Suecia tienen derecho a tener una corona ducal. El rey da a los príncipes y princesas títulos ducales. Los ducados reales actuales son:
- Västergötland
- Värmland
- Gästrikland y Hälsingland combinados
- Östergötland
- Gotland
- Ångermanland
- Skåne
- Södermanland
- Dalarna
- Blekinge
- Halland
- Uppland

### Otros ducados históricos o actuales
- Ducado de Atenas
- Ducado de Neopatria
- Ducado Báltico Unido
- Ducado del Litoral Croata
- Ducado de los Francos
- Ducado de Rascia
- Ducado de Gerona
- Ducado de Soria
- Ducado de Lugo
- Ducado de Badajoz
- Ducado de Sevilla
- Ducado de Cádiz
- Ducado de Palma
- Ducado de Segovia

## Rol y poder de los duques en Inglaterra
Los roles y poderes de los duques en Inglaterra evolucionaron significativamente a lo largo de los siglos, reflejando el cambiante panorama político, social y económico del país. Inicialmente, en el período medieval, los duques tenían un poder inmenso tanto en el ámbito político como militar. Eran figuras clave de apoyo a la monarquía, a menudo recompensados con vastas propiedades y territorios a cambio de servicios militares. Esto los convertía en figuras poderosas, con un control considerable sobre la tierra, la administración local e incluso las fuerzas militares. Su poder también se veía reforzado por el control sobre las personas que vivían y trabajaban en sus propiedades, y sus roles como encargados de hacer cumplir la ley y administrar justicia en sus territorios.
Durante la Baja Edad Media y el período Tudor, el poder de la nobleza, incluidos los duques, comenzó a ser desafiado por la creciente centralización del poder en la monarquía. Reyes como Enrique VIII trabajaron para reducir la autonomía de la nobleza, creando un estado más centralizado. Esto incluyó la reducción de la influencia de los grandes terratenientes, mientras que la monarquía asumía cada vez más el control de los asuntos militares y financieros, que antes eran dominio de los duques.
En los siglos XVII y XVIII, con el ascenso del poder parlamentario y el progresivo declive del poder absoluto de la monarquía, la influencia política de los duques disminuyó. Aunque seguían manteniendo grandes propiedades, su influencia política en el gobierno nacional se redujo, ya que la monarquía pasó a depender más del sistema parlamentario y de la emergente clase media.
En el siglo XIX, el declive del sistema feudal y la Revolución Industrial transformaron la estructura social de Inglaterra. El poder económico de la aristocracia tradicional, incluidos los duques, comenzó a declinar a medida que la industrialización desplazaba la riqueza hacia nuevos elites comerciales e industriales. La propiedad de la tierra seguía siendo un símbolo de prestigio, pero ya no garantizaba el mismo nivel de influencia política que en el pasado. El poder de la aristocracia también se redujo aún más mediante reformas sociales, como las Leyes de Reforma del siglo XIX, que aumentaron el poder de los funcionarios electos y expandieron el sufragio.
En la era moderna, el rol de los duques en Inglaterra es en gran medida ceremonial. Aunque el título sigue siendo prestigioso y algunos duques aún poseen grandes propiedades, su poder político ha disminuido al punto de que ya no son figuras centrales en el gobierno. Los duques hoy en día están principalmente involucrados en actividades filantrópicas, gestión de tierras y preservación del patrimonio cultural. A pesar de esto, el título sigue siendo un importante símbolo del poder e influencia aristocráticos históricos, y algunas familias siguen siendo muy respetadas en la sociedad británica.